# Římskokatolická farnost Volfířov
Římskokatolická farnost Volfířov je územní společenství římských katolíků v rámci telčského děkanství brněnské diecéze s farním kostelem svatého Petra a Pavla.

## Historie farnosti
Kostel svatého Petra a Pavla je původně raně gotický, postavený kolem roku 1300, přestavěn byl kolem roku 1500.

## Duchovní správci
Administrátorem excurrendo byl od 1. září 2013 P. Mgr. Norbert Jaroslav Žuška, OCarm. Toho od 1. září 2016 vystřídal P. Mgr. Melichar Jozef Markusek, OCarm. Od 7. srpna 2018 je administrátorem farnosti P. Petr Marian Masařík, OCarm.

## Bohoslužby
| Kostel                | Místo    | Bohoslužba (den) | Hodina | Poznámka     |
| --------------------- | -------- | ---------------- | ------ | ------------ |
| svatého Petra a Pavla | Volfířov | neděle           | 9.30   | farní kostel |

## Aktivity ve farnosti
Dnem vzájemných modliteb farností za bohoslovce a bohoslovců za farnosti brněnské diecéze je 13. říjen. Adorační den připadá na 15. ledna.